# Cesária Évora
Cesária Évora (Mindelo, 1941. augusztus 27. – São Vicente, 2011. december 17.) Grammy-díjas zöld-foki köztársasági énekesnő, a morna stílus legismertebb előadója. Nemzetközi karrierje csak 1988-ban kezdődött, amikor megjelent első nagylemeze, a La Diva Aux Pieds Nus. 2004-ben Voz D'Amor című albumáért Grammy-díjat kapott.

## Élete
„Cize” (ahogy barátai nevezték) 1941. augusztus 27-én született a Zöld-foki Köztársaság részét képező  São Vicente-sziget kikötővárosában, Mindelóban. Hétéves volt, amikor apja – aki hegedűs volt – meghalt. Tízéves korában árvaházba került, mert anyja nem tudta ellátni mind a hat gyermeket. 16 éves volt, amikor egy barátja rábeszélte, hogy énekeljen egy tengerész kocsmában.
A 60-as években olyan portugál sétahajókon lépett fel, amelyek kikötöttek Mindelóban is, és ekkor már énekelt a helyi rádió műsoraiban is. 1985-ben honfitársa, az énekes Bana meghívására Portugáliába ment fellépni. Lisszabonban fedezte fel José da Silva producer, aki lemezfelvételre hívta Párizsba.

## A „mezítlábas díva”

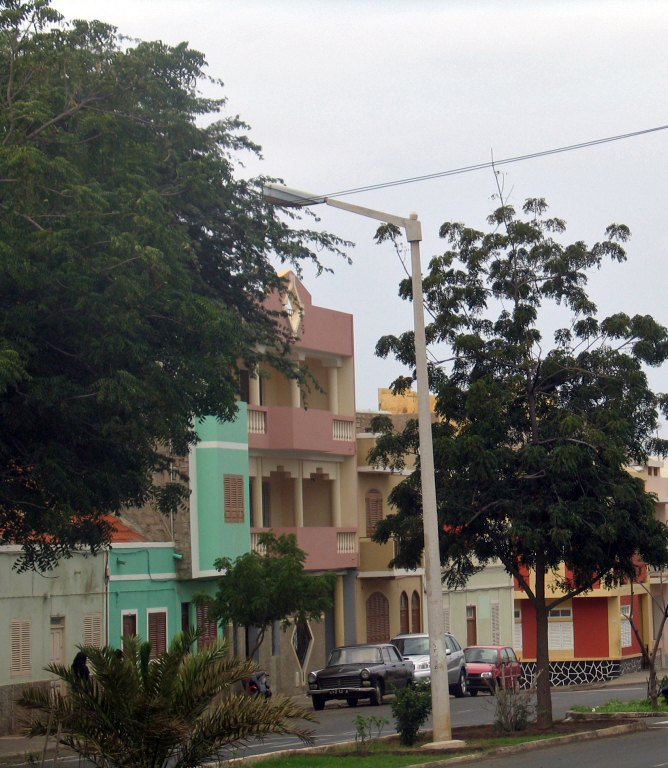
Cesária Évora háza

Cesária Évora nemzetközi karrierje csak azután kezdődött, hogy 1988-ban Franciaországban megjelent első nagylemeze, a La Diva Aux Pieds Nus (A mezítlábas díva). Az album onnan kapta címét, hogy az énekesnő legtöbbször cipő és harisnya nélkül lépett fel, ezért sokan „mezítlábas dívának” hívták. 1992-ben jelent meg Miss Perfumado  című albuma, amiből több mint 300 000 példányt adtak el a világon. Ezen található Évora talán legnépszerűbb dala, a Sodade.
Az 1995-ben kiadott Cesária című album hozta meg a teljes nemzetközi sikert és ekkor jelölték először Grammy-díjra. 1997-ben három díjat nyert a KORA All African Music Awards (KORA Pánafrikai Zenei Díj) díjkiosztón a Legjobb nyugat-afrikai női előadó, a Legjobb album kategóriában és neki ítélték a zsüridíjat is. 2003-ban a Voz d'Amor című albumért Grammy-díjat kapott a Világzene kategóriában.
1995-ben részt vett az Underground című film zenei anyagának a felvételében. A filmet Emir Kusturica rendezte, a dalokat pedig Goran Bregović komponálta.
2002-ben a legendás kubai énekessel, Compay Segundóval közösen vették fel a Lagrimas negras (Fekete könnyek) című dalt, ami a Duets albumon jelent meg.
2004-ben Jacques Chirac a Francia Köztársaság Becsületrendjével tüntette ki.
2006-ban Olaszországban találkozott Alberto Zeppieri dalszerzővel, akivel Capo Verde, terra d'amore címen elkezdtek kiadni egy CD-sorozatot, amelyet zöld-foki-szigeteki és olasz előadóknak szenteltek. Cesária beleegyezett, hogy duettet énekeljen Gianni Morandival, Gigi D’Alessióval és Ronnal. A sorozatban eddig öt lemez jelent meg. A bevételekből az ENSZ Világélelmezési Programját támogatják, amelynek Cesária Évora a nagykövete volt..

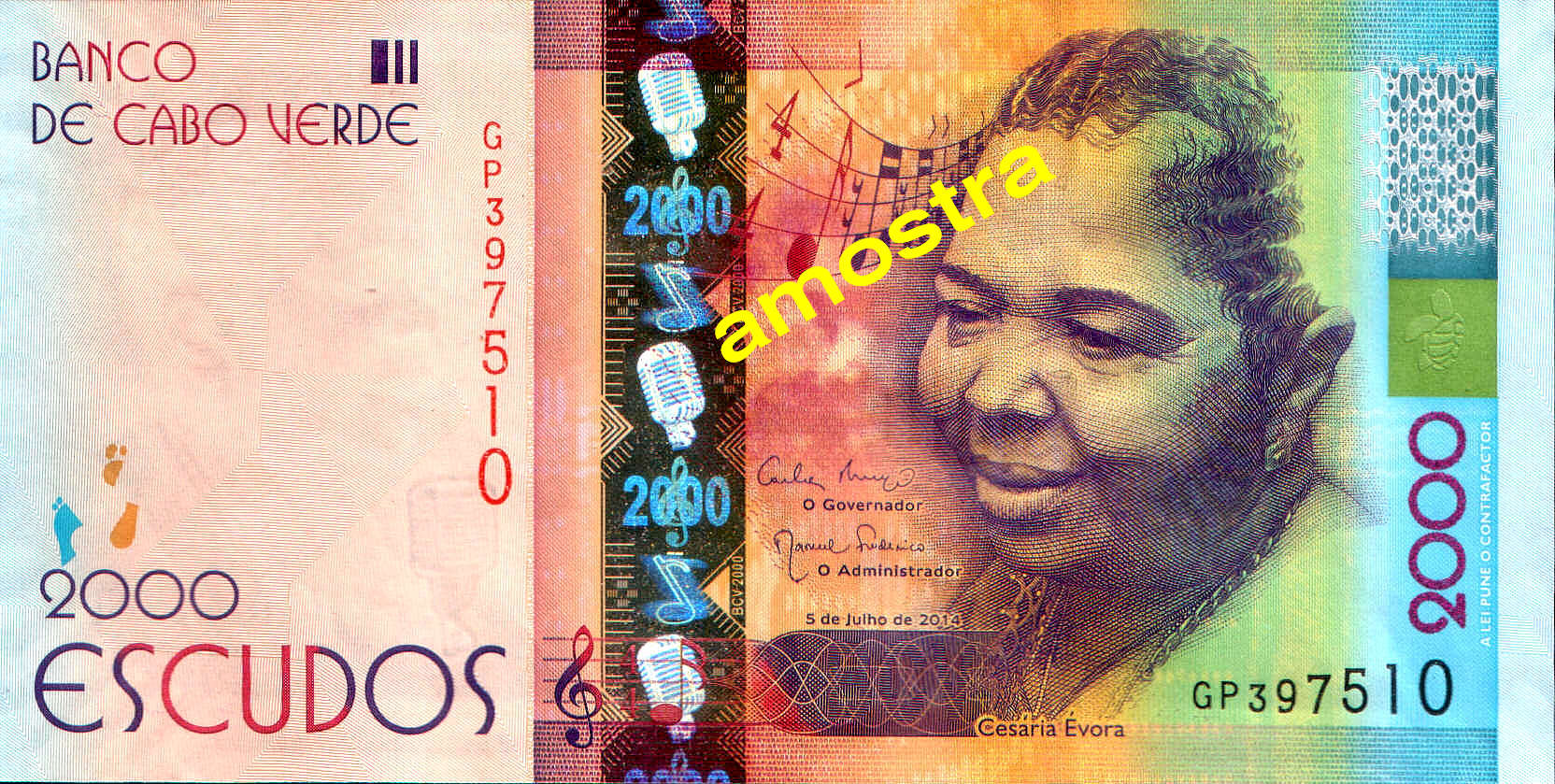
2014-től Cesária Évora portréja szerepel a zöld-foki szigeteki 2000 escudo-s bankjegyen

## Halála
2010-ben Évora egy koncertkörúton volt, utoljára május 8-án lépett fel Lisszabonban. Két nappal később szívrohamot kapott és egy párizsi kórházban megműtötték. A műtétet követően visszatért a Zöld-foki-szigetekre. 2011 szeptemberében jogi képviselője bejelentette, hogy az énekesnő egészségügyi okokból visszavonul.
Cesária Évora 70 éves korában 2011. december 17-én hunyt el szülőföldjén, Mindelóban.

## Dallamvilág
Césária Évora a Zöld-foki-szigetekre jellemző morna stílus legnagyobb előadója, hívták úgy is, hogy a „morna királynője”. Ez a stílus közel áll a portugál fadóhoz, ami nem véletlen, hiszen az ország hosszú ideig portugál gyarmat volt.
Legtöbb dala lírai hangvételű: életöröm, fájdalom, melankólia és elveszett szerelem keveredik bennük. Ilyen az egyik leghíresebb száma, a nehezen lefordítható című Sodade is.  A szövegek hátterében gyakran hazája sorsa rejlik: az elszigeteltség, a rabszolga múlt és az emigráció. A jellegzetesen zöld-foki dalokon kívül adott elő külföldi számokat is, gyakran spanyolul, mint pl. az ismert Bésame mucho című dal.
A kíséretül szolgáló együttesekben rendszerint a következő hangszerek szólaltak meg: cavaquinho, klarinét, szopránszaxofon, harmonika, hegedű,  zongora és gitár.

## Magyarországi fellépések
Cesária Évora visszatérő vendége volt a Sziget Fesztiválnak, ahol legelőször 2002 augusztusában lépett fel.
Ezen kívül több alkalommal is énekelt a Művészetek Palotájában.

## Díjak és kitüntetések
- 1997: Kora All African Music Awards – Kategóriák: Nyugat-Afrija legjobb művésze, A legjobb album, A zsüri fődíja[7]
- 1998: Preis der deutschen Schallplattenkritik (Német hanglemezkritikusok díja)[17]
- 1999: Preis der Deutschen Schallplattenkritik[17]
- 1999: Ordem do Infante Dom Henrique (Portugál Tengerész Henrik Infáns Rend) nagykeresztje[18]
- 2004: Grammy-díj a Világzene kategóriában  a Voz d’Amor albumért[19]
- 2009: A Francia Köztársaság Becsületrendjének lovagi fokozata[10]
- 2010: Kora All African Music Award – Fődíj[20]

## Stúdió albumok
- La Diva Aux Pieds Nus (1988)
- Distino de Belita|Distino di Belita (1990)
- Mar Azul (1991)
- Miss Perfumado (1992)
- Cesária (1995)
- Cabo Verde (1997)
- Nova Sintra (1998)
- Café Atlantico (1999)
- São Vicente di Longe (2001)
- Voz d'Amor (2003)
- Rogamar (2006)
- Nha Sentimento (2009)

## Filmszerepek
- Black Dju – Maria Dela szerepében – Rendező: Pol Cruchten[21]
- Napumoceno végrendelete – Arminda szerepébe- Rendező: Francisco Manso[22]

## Videók
- Live in Paris (DVD) (2002)
- Live d'Amor (DVD) (2004)